# 2001–2002-es magyar női kosárlabda-bajnokság
A 2001–2002-es magyar női kosárlabda-bajnokság a hatvanötödik magyar női kosárlabda-bajnokság volt. Az A csoportban tizenegy csapat indult el, a csapatok két kört játszottak. Az alapszakasz után az 1-8. helyezettek play-off rendszerben játszottak a bajnoki címért (a negyeddöntő után az 5-8. helyekért ebben az évben nem játszottak, az alapszakaszbeli helyezés döntött), a 9-11. helyezettek az egymás elleni eredményeiket megtartva újabb két kört játszottak a kiesés elkerüléséért.

## Alapszakasz
| #   | Csapat                      | M  | Gy | V  | K+   | K-   | P  |
| --- | --------------------------- | -- | -- | -- | ---- | ---- | -- |
| 1.  | GYSEV-Ringa Sopron          | 20 | 19 | 1  | 1901 | 1052 | 39 |
| 2.  | MiZo-Pécsi VSK              | 20 | 17 | 3  | 1669 | 999  | 37 |
| 3.  | Soproni Postás-Tabán Trafik | 20 | 15 | 5  | 1481 | 1207 | 35 |
| 4.  | Atomerőmű-KSC Szekszárd     | 20 | 13 | 7  | 1501 | 1383 | 33 |
| 5.  | Diósgyőri KSK               | 20 | 11 | 9  | 1561 | 1424 | 31 |
| 6.  | BSE-ESMA                    | 20 | 11 | 9  | 1471 | 1366 | 31 |
| 7.  | Szolnoki MÁV-Coop           | 20 | 11 | 9  | 1372 | 1361 | 31 |
| 8.  | Szeviép-Szeged KE           | 20 | 6  | 14 | 1219 | 1483 | 26 |
| 9.  | BEAC-Siemens                | 20 | 4  | 16 | 1022 | 1631 | 24 |
| 10. | MÁV Nagykanizsai TE         | 20 | 2  | 18 | 1068 | 1724 | 22 |
| 11. | Zalaegerszegi TE-Zala Volán | 20 | 1  | 19 | 1090 | 1725 | 21 |

* M: Mérkőzés Gy: Győzelem V: Vereség K+: Dobott kosár K-: Kapott kosár P: Pont

## Rájátszás

### 1–8. helyért
Negyeddöntő: GYSEV-Ringa Sopron–Szeviép-Szeged KE 100–35, 79–45 és MiZo-Pécsi VSK–Szolnoki MÁV-Coop 86–46, 69–54 és Soproni Postás-Tabán Trafik–BSE-ESMA 66–60, 75–61 és Atomerőmű-KSC Szekszárd–Diósgyőri KSK 91–62, 79–45
Elődöntő: GYSEV-Ringa Sopron–Atomerőmű-KSC Szekszárd 104–48, 94–50, 90–58 és MiZo-Pécsi VSK–Soproni Postás-Tabán Trafik 65–53, 75–71, 65–46
Döntő: GYSEV-Ringa Sopron–MiZo-Pécsi VSK 66–45, 68–54, 80–63
3. helyért*: Atomerőmű-KSC Szekszárd–Soproni Postás-Tabán Trafik 57–72, 64–102

### 9–11. helyért
| #   | Csapat                      | M | Gy | V | K+  | K-  | P  |
| --- | --------------------------- | - | -- | - | --- | --- | -- |
| 9.  | BEAC-Siemens                | 8 | 7  | 1 | 514 | 440 | 15 |
| 10. | Zalaegerszegi TE-Zala Volán | 8 | 3  | 5 | 461 | 476 | 11 |
| 11. | MÁV Nagykanizsai TE         | 8 | 2  | 6 | 456 | 515 | 10 |

Megjegyzés: A *-gal jelzett párharcot kuparendszerben (oda-visszavágó) rendezték